# القياس (أرسطو)

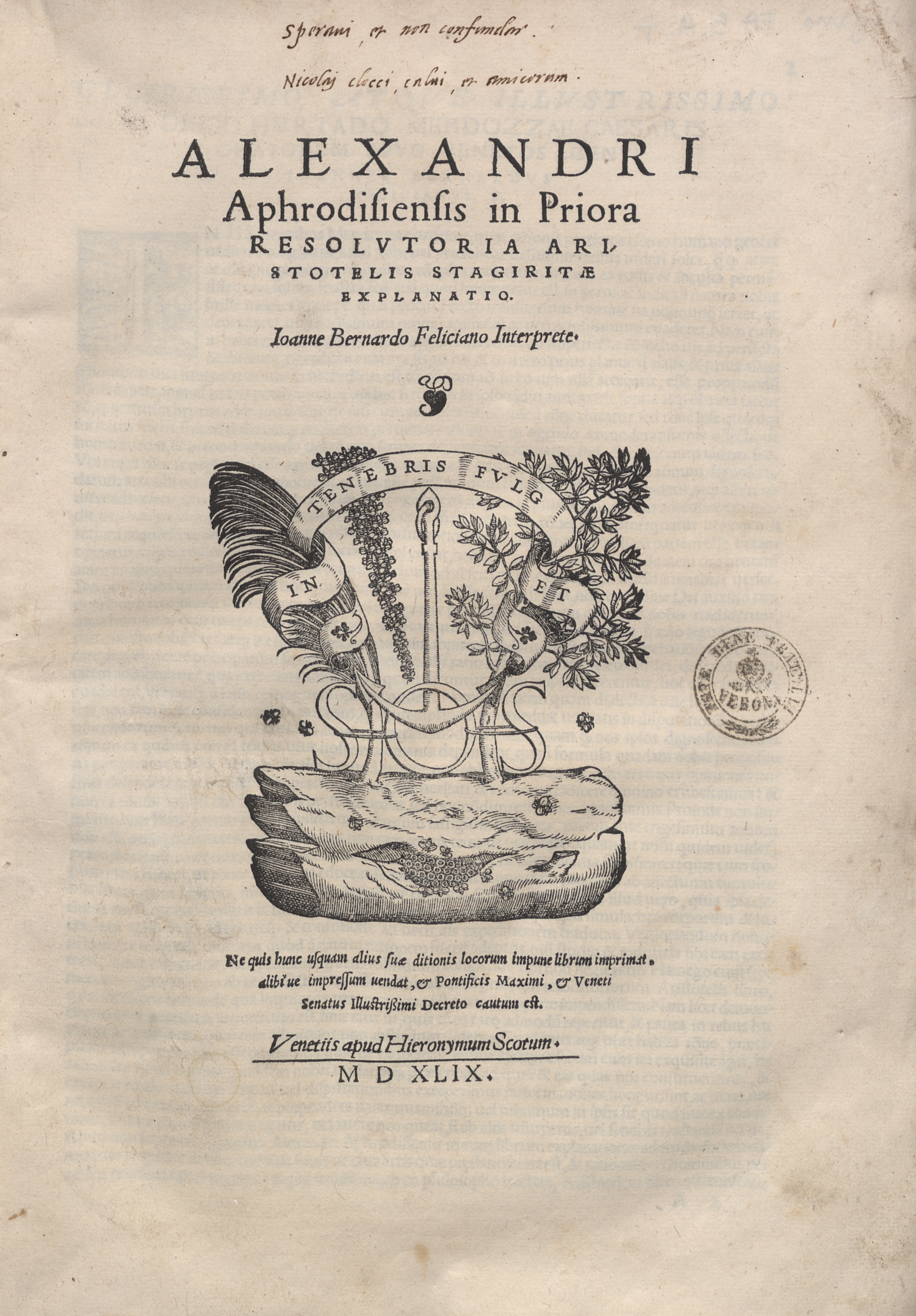
Commentaria in Analytica priora Aristotelis, 1549

القياس أو أنالوطيقا الأولى  هي إحدى الآثار المنسوبة إلى أَرِسْطُوطَالِيس، وتعتبر ضمن الكتب المنطقية المسماة بـ «الأورغانون».
قال صاحب كشف الظنون: «انالوطيقا - معناه تحليل القياس نقله تيردورس إلى العربي وفسره الكندي.»